# Henry Percy, 1. Earl of Northumberland
Henry Percy, 1. Earl of Northumberland KG (* 10. November 1341; † 19. Februar 1408) war ein englischer Adliger, der zur Zeit der Lancaster-Könige eine bedeutende Rolle spielte und in William Shakespeares Königsdramen Richard II. und Heinrich IV. als „Northumberland“ auftritt.

## Leben
Henry Percy war der älteste Sohn von Henry Percy, 3. Baron Percy, und von Mary of Lancaster (eine Tochter des Henry Plantagenet, 3. Earl of Lancaster und Maud de Chaworth). Percy war somit ein Urenkel des englischen Königs Heinrich III. Während der Regierungszeit von König Edward III. hatte er hohe Verwaltungsämter in Nordengland inne. 1377 wurde er Marschall von England und Earl of Northumberland. Da aber Edwards Enkel Richard II. Percys Rivalen Ralph Neville förderte, schloss Percy sich Richards Cousin Heinrich Bolingbroke an, der als Heinrich IV. 1399 die Macht übernahm. Zur Belohnung wurde Percy Lord Marshal of England und King of Mann. Doch Heinrich IV. hielt Zusagen, was Land und Geld betraf, die er Percy gemacht hatte, nicht ein. Außerdem hielt auch er an Neville fest. 1403 rebellierte der mächtige Percy deshalb gemeinsam mit seinem Bruder Thomas, 1. Earl of Worcester, und seinem Sohn Henry Percy, genannt Harry Hotspur. Doch die Unterstützung des walisischen Rebellenführers Owain Glyndŵr, auf die die Percys sich verlassen hatten, blieb aus. Harry Hotspur fiel in der Schlacht von Shrewsbury, Thomas Percy wurde gefangen genommen und als Verräter enthauptet. Henry Percy, der an der Schlacht nicht teilgenommen hatte, verlor zunächst nur seine Ämter. 1405 nahm er an der Rebellion von Richard le Scrope, dem Erzbischof von York, gegen Heinrich IV. teil. Auch dieser Aufstand scheiterte und Percy floh nach Schottland. 1408 versuchte er eine Invasion und wurde in der Schlacht von Braham Moor getötet.
Henry Percy war in erster Ehe mit Margaret Neville (* 1341; † 1372), einer Tante seines Konkurrenten Ralph Neville, verheiratet. Sie hatten drei Söhne: Henry Hotspur, Ralph (* um 1365; † 1397) und Thomas (* 1366; † 1388). Die zweite Ehe mit Matilda de Lucy, 5. Baroness Lucy (Maud, * um 1359; † 1398), der Tochter von Thomas de Lucy, 2. Baron Lucy, blieb kinderlos.